# Amax Esporte Clube
Amax Esporte Clube, também conhecido pelo acrônimo AMAX (Associação dos Militares e Amigos de Xapuri), é um clube de futebol brasileiro, sediado na cidade de Xapuri, no estado do Acre.
Realiza seus jogos no Estádio Álvaro Felício Abrahão, e suas cores oficiais são azul e branco.
A Associação foi criada em 2007, o clube em 2009, se tornando profissional apenas em 2011. Enquanto amador, o Amax conquistou o bicampeonato municipal de Xapuri.

## Títulos

### Futebol

#### Competições oficiais
| ESTADUAIS | ESTADUAIS                       | ESTADUAIS | ESTADUAIS  |
|           | Competição                      | Títulos   | Temporadas |
| --------- | ------------------------------- | --------- | ---------- |
|           | Campeonato Acriano - 2ª Divisão | 1         | 2014       |

## Desempenho em competições oficiais

### Participações
|  | Participações em 2020 |

| Competição | Competição         | Temporadas | Melhor campanha    | Estreia | Última | P | R |
| Acre       | Campeonato Acreano | 2          | 5º colocado (2015) | 2015    | 2016   |   | 1 |
| Acre       | Segunda Divisão    | 4          | Campeão (2014)     | 2011    | 2014   | 1 |   |

### Competições estaduais
Campeonato Acriano
| Ano  | 2010 | 2011 | 2012 | 2013 | 2014 | 2015 | 2016 | 2017 | 2018 | 2019 |
| Pos. | —    | —    | —    | —    | —    | 5º   | 8º   | —    | —    | —    |
| ---- | ---- | ---- | ---- | ---- | ---- | ---- | ---- | ---- | ---- | ---- |

Campeonato Acriano - Segunda Divisão
| Ano  | 2010 | 2011 | 2012 | 2013 | 2014 | 2015 | 2016 | 2017 | 2018 | 2019 |
| Pos. |      | 4º   | 3º   | 2º   | 1º   | —    | —    | —    | —    | —    |
| ---- | ---- | ---- | ---- | ---- | ---- | ---- | ---- | ---- | ---- | ---- |

Legenda:
| Campeão Vice-campeão Rebaixado à divisão inferior |